# Leucoloma amoene-virens
Leucoloma amoene-virens är en bladmossart som beskrevs av Mitten 1859. Leucoloma amoene-virens ingår i släktet Leucoloma och familjen Dicranaceae. Inga underarter finns listade i Catalogue of Life.